# Los Postje
Los Postje of Los Postbruggetje (brug 374) is een vaste brug in Zunderdorp, onderdeel van landelijk Amsterdam-Noord. "Los Postje" komt van een losliggende overspanning (demontabele brug). Als er een schip door moest werden planken en/of platen handmatig verwijderd door de brugwachter of iemand die als zodanig optrad.
De smalle en kleine verkeersbrug is gelegen in de B-weg het Achtergouwtje en overspant de Nieuwe Gouw. Nabij de brug begint de Achterlaan. Er kan niet meer dan één auto tegelijkertijd overheen. Er is geen vaart onder de brug mogelijk (behalve een kano/kajak).  
De brug is in het najaar van 1944 ontworpen door Piet Kramer, werkzaam bij de Dienst der Publieke Werken. Kramers hand is onder meer terug te vinden in de enigszins bewerkte eikenhouten brugleuningen (Kramer was van origine timmerman). Werkzaamheden begonnen in oktober 1945; 12 januari 1946 werd de brug opgeleverd. Het geheel wordt gedragen door een houten paalfundering; landhoofden en overspanning zijn van beton. Om het zwaar materieel te kunnen aanvoeren moest ontheffing aangevraagd worden op de B-weg te mogen berijden.

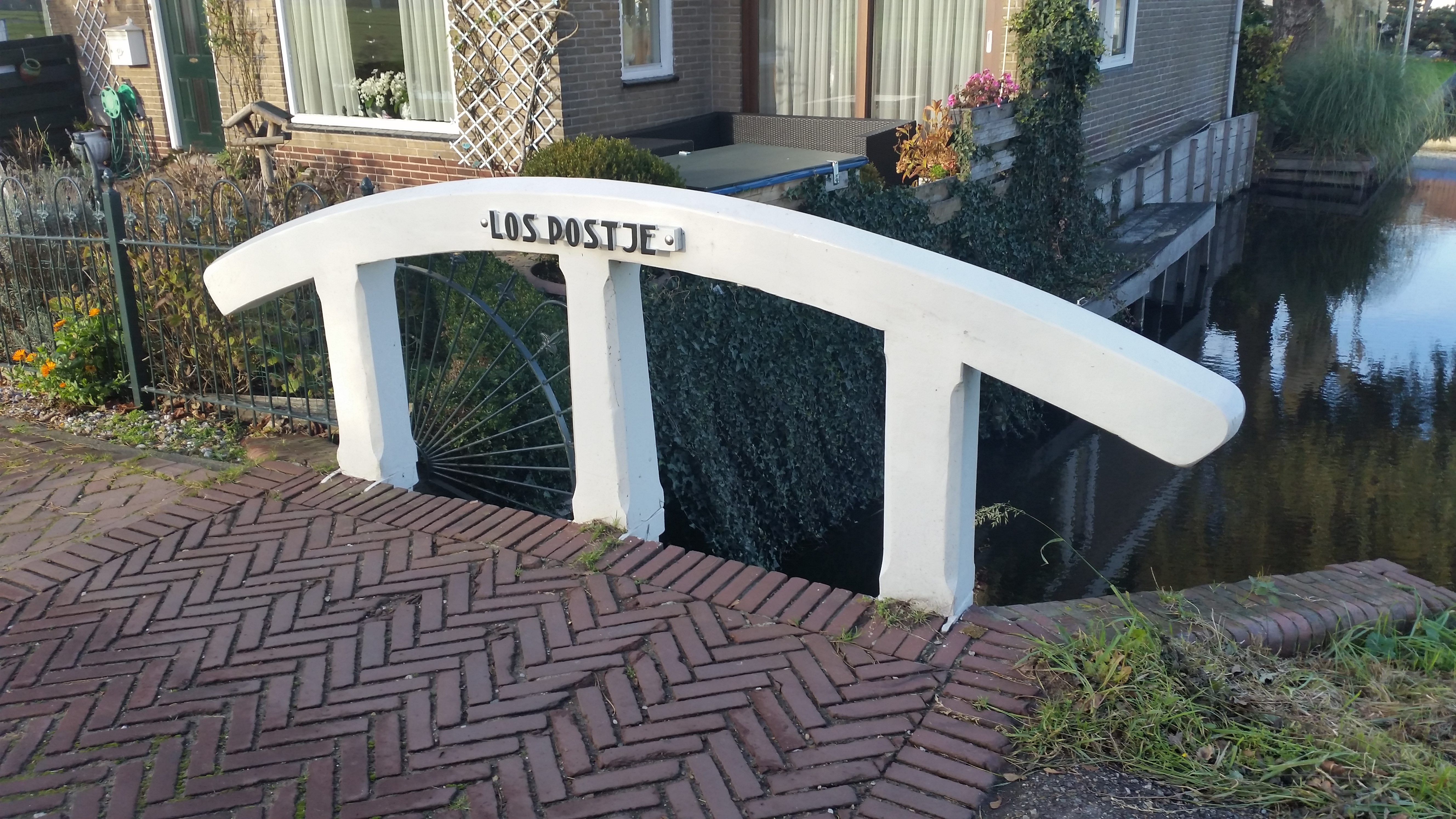
Naamplaat van Los Postje (november 2018)